# Liste des arboretums de France
La liste des arboretums de France présente les arboretums présents sur le territoire français, classés par ordre des numéros de départements.

## Ain
- Arboretum de Beynost, Beynost
- Arboretum de Châtillon sur Chalaronne, Châtillon-sur-Chalaronne

- Sentier-arboretum de Cormaranche-en-Bugey, Cormaranche-en-Bugey
- Arboretum de la forêt de Rothonne, Belley

## Aisne
- Arboretum des jardins du nouveau monde du château de Blérancourt, Blérancourt[1]
- Arboretum de Craonne[2]
- Arboretum du Parc des Champs-Élysées de Saint-Quentin

## Allier
- Arboretum de Balaine, Villeneuve-sur-Allier
- Arboretum du Prieuré de Gros Bois, Gipcy

## Alpes-Maritimes
- Arboretum Marcel Kroenlein, Roure
- Arboretum du Sarroudier, Le Mas
- Jardin botanique arboretum de la Villa Thuret, Antibes-Juan-les-Pins

## Ardèche
- Arboretum de Berzème, Berzème
- Arboretum de Coucouron, Coucouron
- Arboretum du Bois Laville, Privas

## Ardennes
- Arboretum de la Pipe qui fume, Bogny-sur-Meuse
- Arboretum Victor-Cayasse, Guignicourt-sur-Vence
- Arboretum de Matton et Clémency, Matton-et-Clémency
- Arboretum de Vendresse, Vendresse
- Arboretum des Sarteaux, Ville-sur-Lumes .

## Aube
- Arboretum de Brienne-le-Château, Brienne-le-Château
- Arboretum Saint-Antoine, Ervy-le-Châtel
- Arboretum de l'Ile Olive, Nogent-sur-Seine

## Aude
- Arboretum du Planal, Arques
- Arboretum de Villardebelle, Villardebelle
- Arboretum du Lampy, Saissac

## Aveyron
- Arboretum de Labarthe, Brommat
- Arboretum Roger Caville (Parc de Vabre)

## Bas-Rhin
- Arboretum d'Erstein
- Arboretum du Windeck, Ottrott

## Calvados
- Arboretums de la forêt de Grimbosq

## Cantal
- Arboretum Sainte Anastasie, Sainte-Anastasie
- Arboretum La Plantelière, Arpajon-sur-Cère

## Charente
- Arboretum du Chêne-Vert, Chabanais
- Arboretum Jean Aubouin, Combiers

## Charente-Maritime
- Arboretum Sentier des Sens, Saint-Georges-des-Agoûts

## Corrèze
- Arboretum d'Al Gaulhia, Espartignac
- Arboretum de Lachaud, aussi dénommé arboretum des Agriers, Couffy-sur-Sarsonne
- Arboretum d'Egletons, Egletons
- Arboretum du château de Neuvic d'Ussel, Neuvic
- Arboretum du Puy Chabrol, Pérols-sur-Vézère
- Arboretum de St-Pardoux-le-Vieux[3]
- Parc Arboretum de Saint-Setiers, Saint-Setiers
- Arboretum du château de la Diège, Ussel

## Corse-du-Sud
- Arboretum des Milelli, Ajaccio

## Côte-d'Or
- Arboretum de Longvic, Longvic
- Arboretum de la Tuilerie, Soirans

## Creuse
- Arboretum du Puy de Jaule, La Courtine-le-Trucq
- Arboretum de la Sedelle, Crozant[4].
- Arboretum du Lys, Chez la Vergeade, Champagnat

## Deux-Sèvres
- Arboretum du Chemin de la Découverte, Melle[5].
- Arboretum forestier départemental, Melle[6].
- Arboretum de la Croix verte, Beaulieu-sous-Bressuire[7].

## Dordogne
- Arboretum de Podestat, Bergerac
- Parc du Croquant, Arboretum de Vergt, Vergt

## Drôme
- Arboretum D.LANTHELME, La Bâtie-Rolland[8].

## Essonne
- Arboretum de Segrez, Saint-Sulpice-de-Favières
- Arboretum Vilmorin (privé), Verrières-le-Buisson
- Arboretum municipal de Verrières-le-Buisson, Verrières-le-Buisson

## Eure
- Arboretum de Canappeville[9], Canappeville
- Arboretum d'Harcourt, Harcourt
- Arboretum des Bordins, Lyons-la-Forêt
- Arboretum de Nassandres, Nassandres

## Eure-et-Loir
- Arboretum d'Abondant, Abondant ;

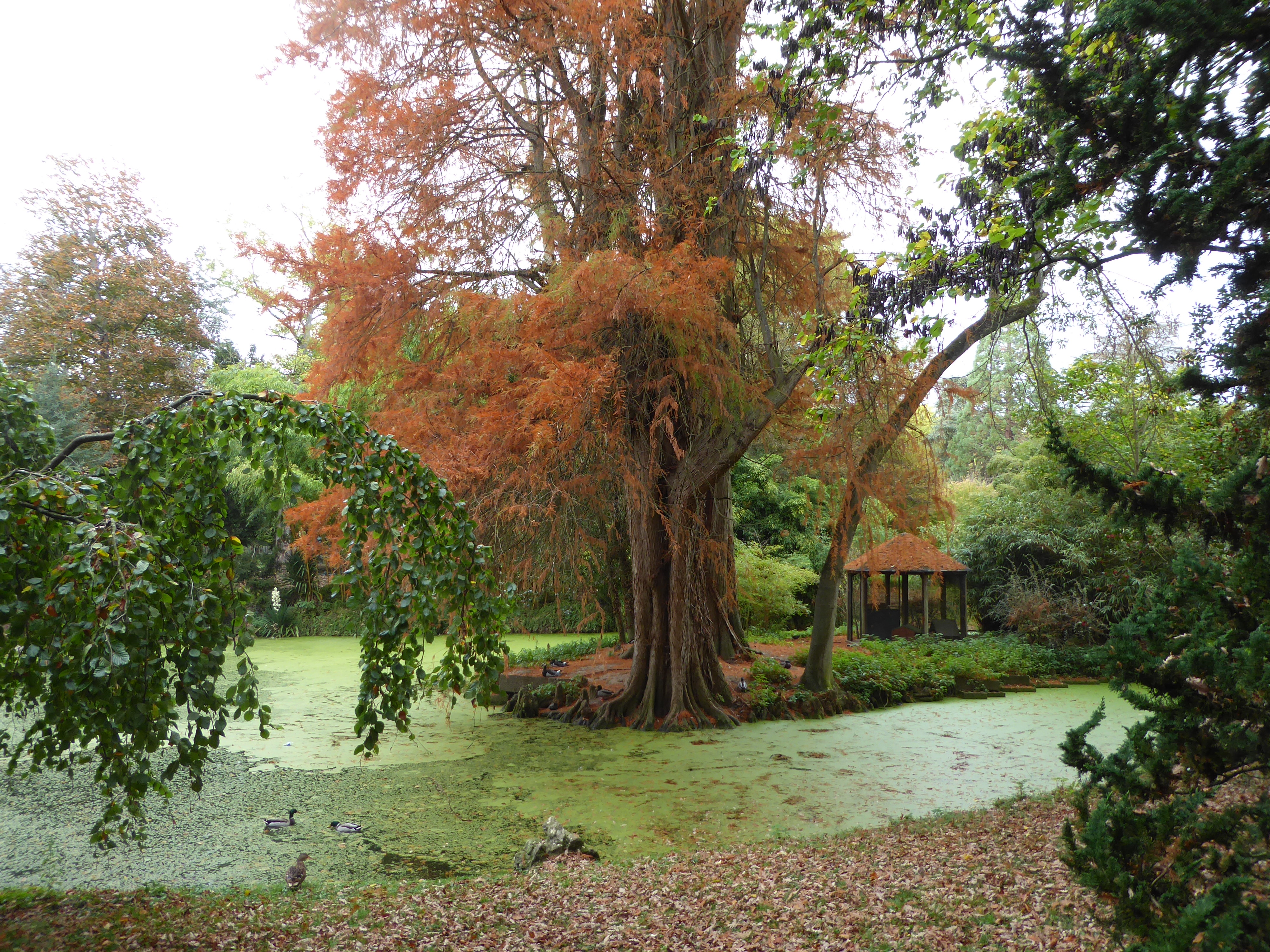
Jardin d'horticulture de Chartres, Eure-et-Loir.

- Jardin d'horticulture de Chartres.

## Finistère
- Arboretum du Poerop, Huelgoat
- Arboretum du Cranou, Saint-Eloy

## Gard
- Arboretum de la Foux, Lanuejols
- Arboretum de l'Hort de Dieu, Valleraugue
- Arboretum de Saint-Sauveur-des-Pourcils, Saint-Sauveur-des-Pourcils
- Arboretum de Cazebonne, Alzon
- Arboretum de Puéchagut, Bréau-et-Salagosse

## Gers
- Jardins de Coursiana, La Romieu

## Gironde
- Arboretum de Toussaint Catros, Le Haillan

## Hérault
- Arboretum du Grenouillet, Gorniès
- Arboretum du figuier, Nézignan-l'Évêque

## Haute-Garonne
- Arboretum de Jouéou, Bagnères-de-Luchon
- Arboretum de Cardeilhac, Cardeilhac

## Ille-et-Vilaine
- Arboretum Jean Huchet, Sud de Vitré

## Indre-et-Loire
- Arboretum de Genillé

## Isère

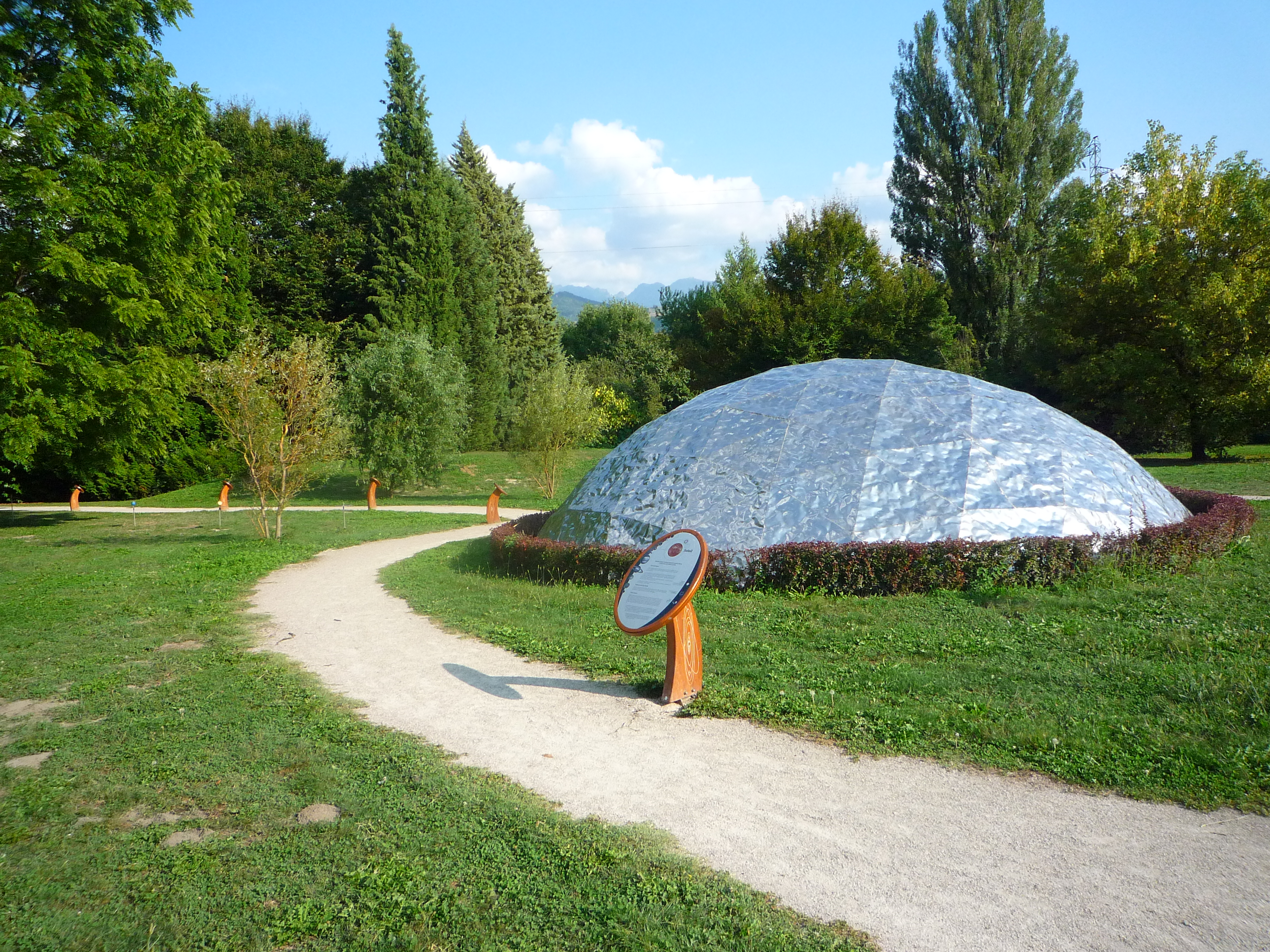
Arboretum Robert Ruffier-Lanche

- Arboretum Robert Ruffier-Lanche, campus de Grenoble-Saint-Martin-d'Hères

## Jura
- Arboretum de Cheveuil, Supt

## Loir-et-Cher
- Arboretum de la Fosse, Fontaine-les-Coteaux

## Loire
- Arboretum des Grands-Murcins, Roanne
- Arboretum forestier de Dentillon, Roisey
- Arboretum de l'écluse du moulin,Chazelles-sur-Lavieu

## Loire-Atlantique
- Arboretum du Cimetière parc, Nantes

## Loiret

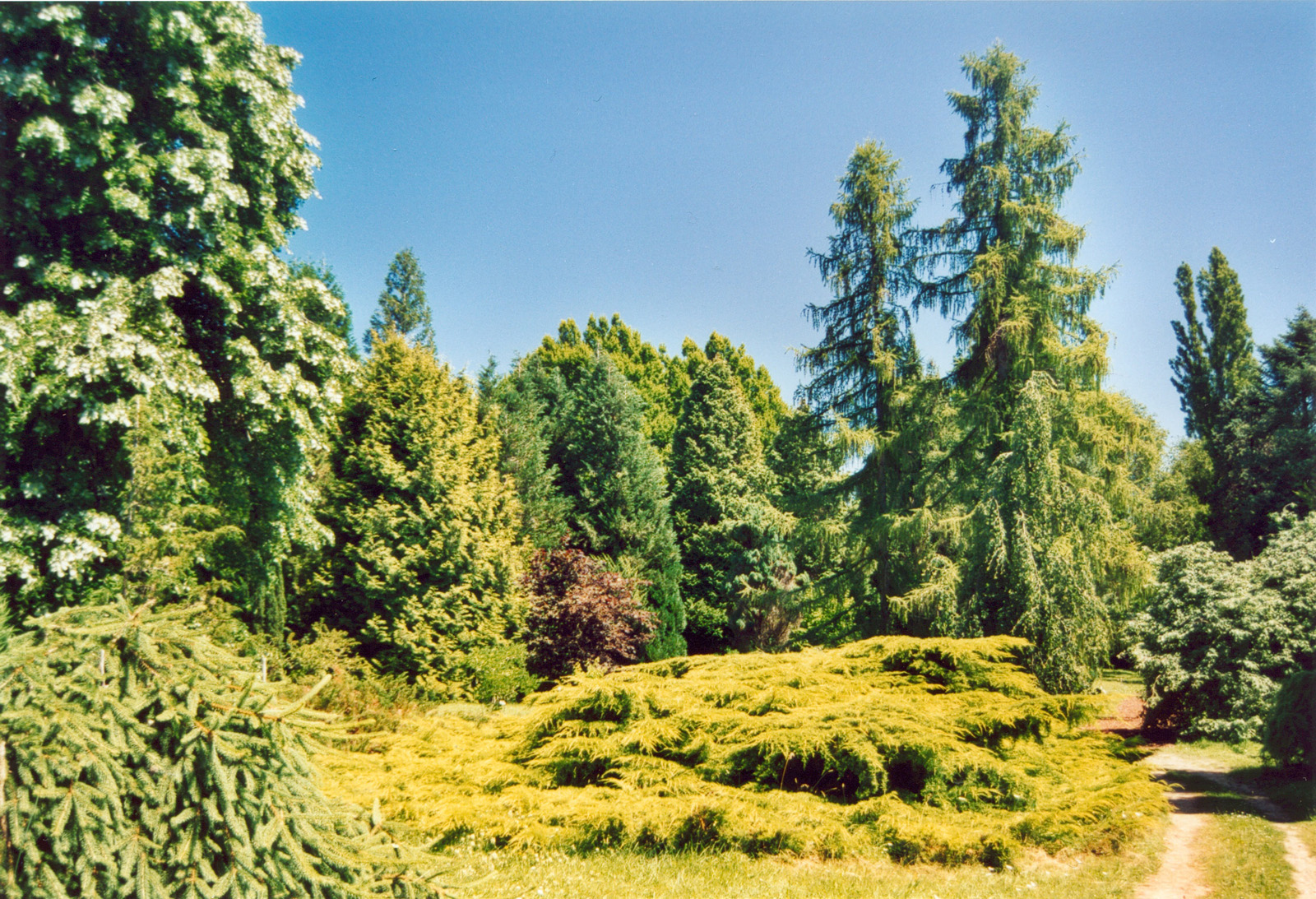
Arboretum national des Barres dans le Loiret

- Arboretum national des Barres, Nogent-sur-Vernisson
- Arboretum des prés des Culands, Meung-sur-Loire
- Parc arboretum des grandes bruyères, Ingrannes
- Arboretum du parc du château de Châteauneuf-sur-Loire

## Lozère
- Arboretum Curie (ou Arboretum du Col des Trois Sœurs), La Panouse
- Arboretum de Born, Le Born
- Arboretum de Civergols, Sentier Nature, Saint-Chély-d'Apcher

## Maine-et-Loire
- Arboretum Gaston-Allard, Angers

## Haute-Marne
- Arboretum de Montmorency, Bourbonne-les-Bains
- Arboretum de Brienne-le-Château

## Meurthe-et-Moselle
- Arboretum d'Amance, Champenoux
- Arboretum de l'Abiétinée, Malzéville

## Morbihan
- Arboretum de Camors à Camors.
- Arboretum du Château de Kerguéhennec à Bignan.
- Arboretum du Château de Kerangat à Plumelec.

## Moselle

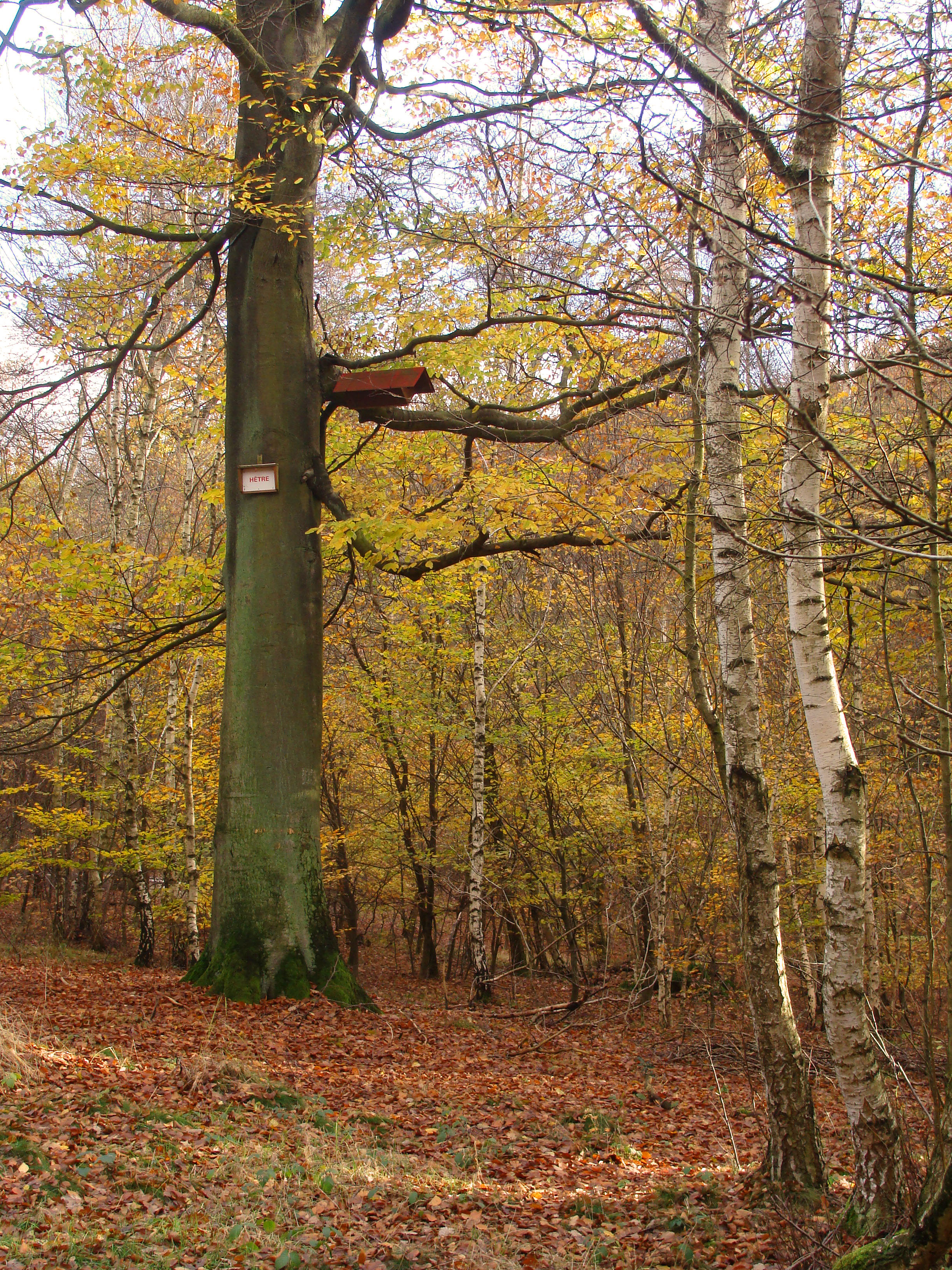
Arboretum de la forêt de Zang, L'Hôpital (Moselle)

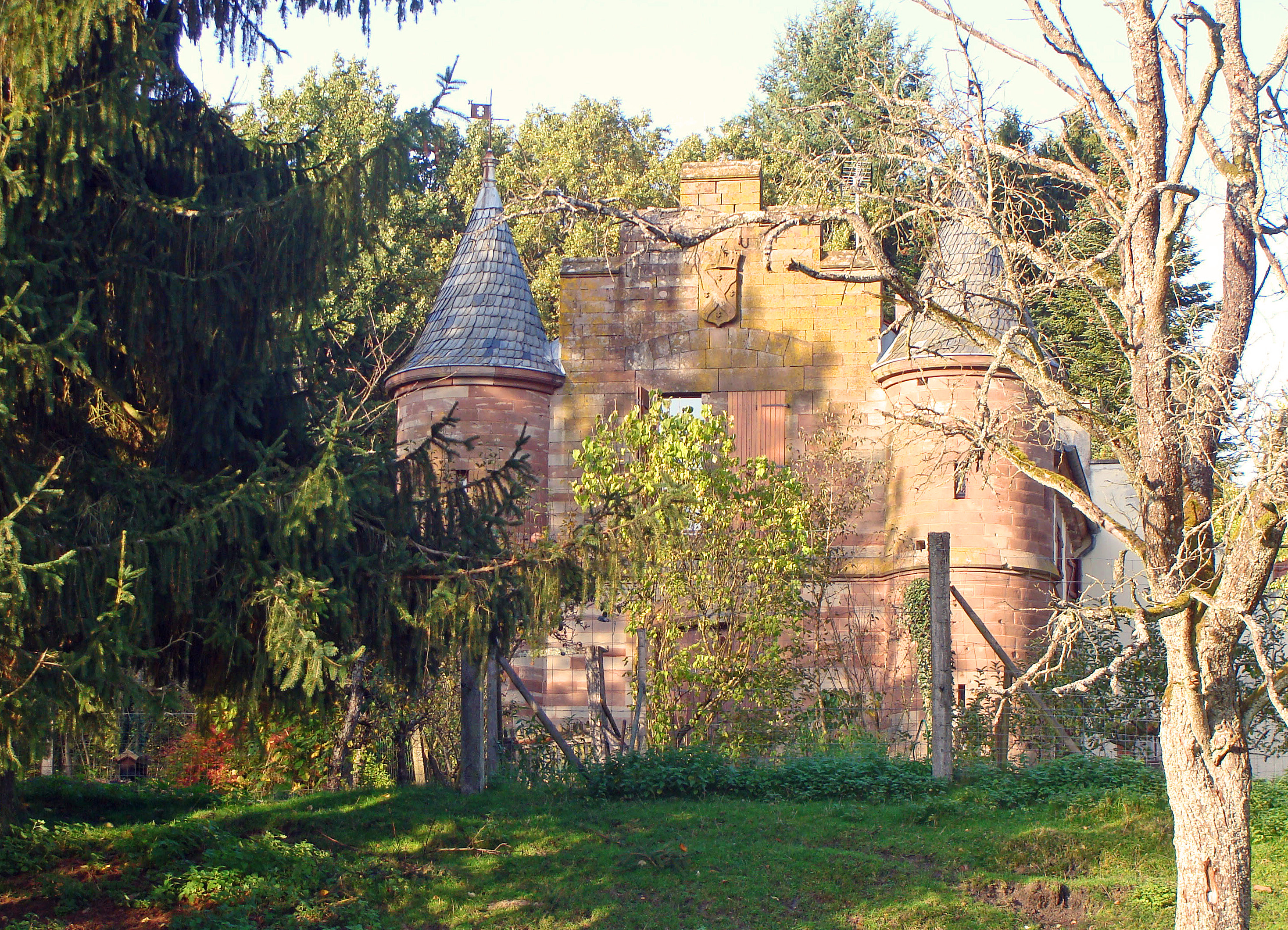
Maison forestière Saint Hubert de l'arboretum de Sarralbe (Moselle)

- Arboretum du Brunnenthal, Phalsbourg
- Arboretum de Creutzwald, Creutzwald
- Arboretum de Hoste-Bas, Hoste, propriété privée ouverte au public
- Arboretum de Laquenexy, Laquenexy
- Arboretum du col de Lessy, Plappeville
- Arboretum de L'Hôpital, L'Hôpital (Moselle), situé dans la forêt de Zang et géré par l'association protectrice des oiseaux et de la nature (A.P.O.N.)[10]
- Arboretum et jardin botanique de Montigny-lès-Metz, Montigny-lès-Metz
- Arboretum de la forêt d'Oderfang, Saint-Avold
- Arboretum de Rodemack, Rodemack
- Arboretum de Rouhling, Rouhling
- Arboretum de Sarralbe, Sarralbe
- Arboretum du Schlossberg, Forbach
- Arboretum de Sarrebourg, Sarrebourg

## Nièvre
- Arboretum des feuilles fleuries, Saint-Éloi

## Nord
- Arboretum du Manoir aux Loups, Halluin
- Arboretum du Quesnoy

## Oise
- Arboretum de Lieuvillers

## Orne

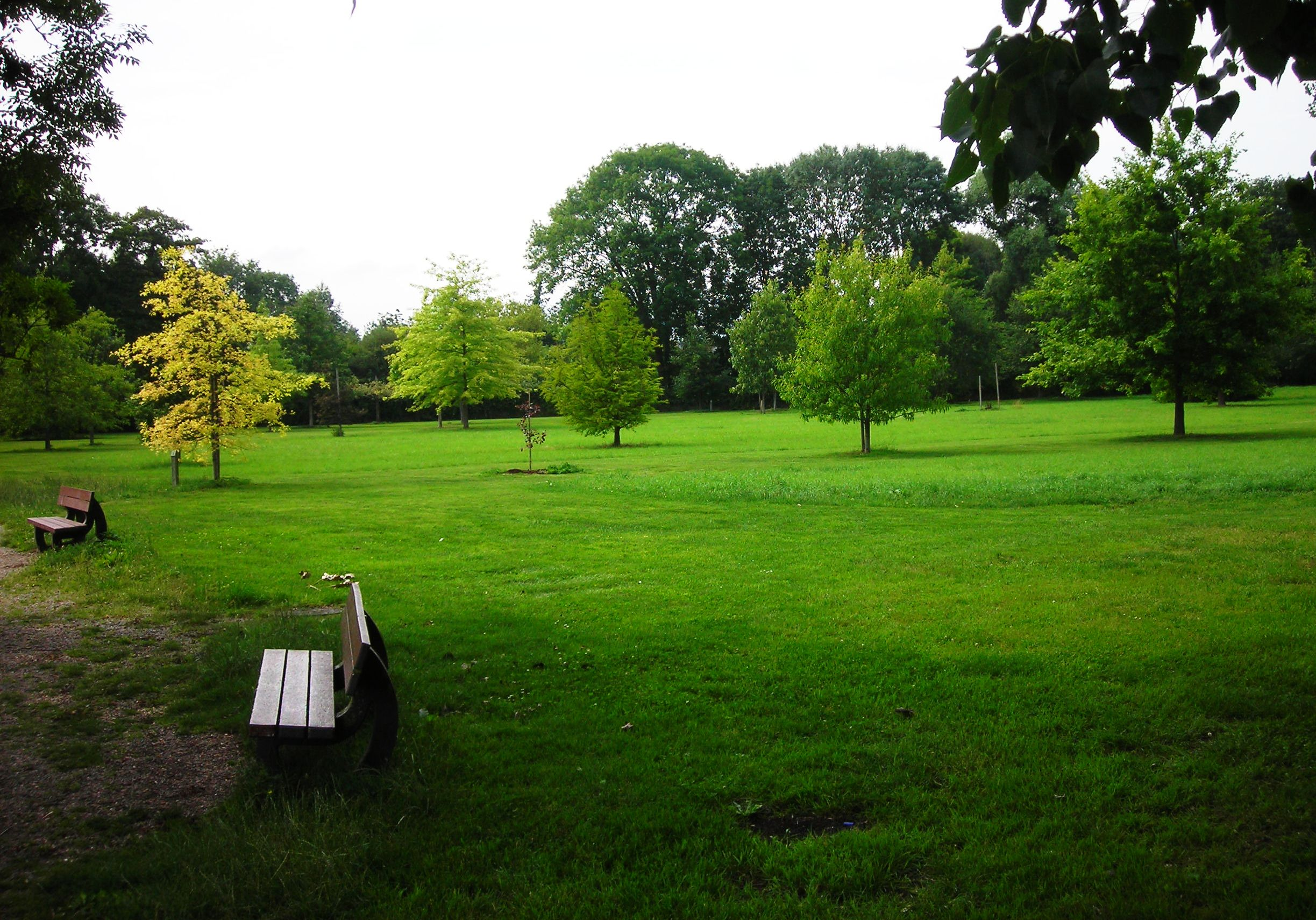
Arboretum Koutiala, Alençon

- Arboretum de l'Étoile des Andaines, Champsecret
- Arboretum Koutiala, Alençon
- Arboretum de Boiscorde, Rémalard

## Pas-de-Calais
- Arboretum de Boulogne, Boulogne-sur-Mer

## Puy-de-Dôme
- Arboretum de Royat, Royat
- Arboretum du parc thermal de Châteauneuf-les-Bains

## Hautes-Pyrénées
- Arboretum de Tournay, Tournay
- Arboretum d'Arrens, Arrens-Marsous

## Pyrénées-Atlantiques
- Arboretum de Payssas à Lasseube

## Pyrénées-Orientales
- Village-arboretum de Vernet-les-Bains
- Arboretum de Font-Romeu, Font-Romeu
- Arboretum de Saint Guillem, Prats de Mollo
- Arboretum de Canet-en-Roussillon, Canet-en-Roussillon
- Jardin méditerranéen du Mas de la Serre, Banyuls-sur-Mer

## Haut-Rhin
- Arboretum de Roderen, Roderen
- Arboretum de Reiningue, Reiningue
- Arboretum de Gueberschwihr,

Gueberschwihr

## Saône-et-Loire

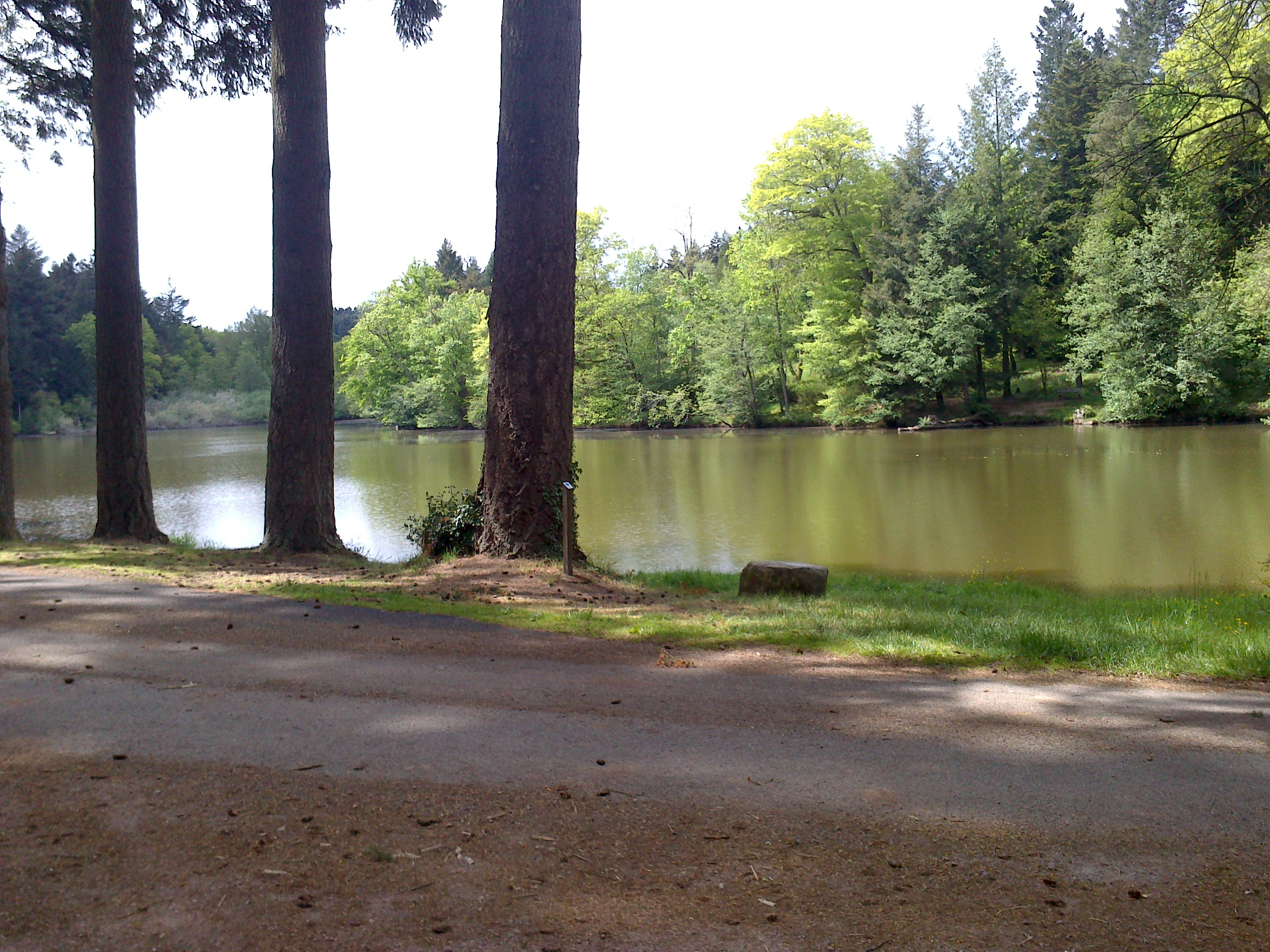
Lac et Arboretum de Pézanin

- Arboretum de Pézanin, Dompierre-les-Ormes

## Sarthe
- Arboretum de la Grand Prée, Le Mans
- Arboretum des Quintes (en), Laigné-en-Belin
- Arboretum du Rosay, Sablé-sur-Sarthe
- Arboretum Saint-Jean-de-la-Motte (en), Saint-Jean-de-la-Motte
- Jardin des plantes du Mans, Le Mans

## Haute-Savoie
- Arboretum de Ripaille, Thonon-les-Bains

## Paris
- Arboretum de l'école du Breuil, Paris (Bois de Vincennes)

## Seine-Maritime
- Arboretum de Basse-Seine, Rouen
- Arboretum de Roumare, Rouen
- Arboretum du parc de Rouelles, Le Havre
- Arboretum de Forêt Verte, Houppeville
- Le Jardin Jungle Karlostachys, Eu

## Seine-et-Marne
- Arboretum du Val des Dames, Gretz-Armainvilliers
- Arboretum des Huit Routes, forêt de Villefermoy, Fontenailles

## Yvelines
- Arboretum de Versailles-Chèvreloup, Rocquencourt
- Arboretum de Grignon, Thiverval-Grignon

## Somme
- Arboretum du Jardin public d'Albert à Albert
- Arboretum du Parc du château de Rambures à Rambures[11].
- Arboretum du Parc de Samara à La Chaussée-Tirancourt[11].

## Tarn
- Arboretum de Calmels, dans le parc du château de Calmels à Lacaune

## Tarn-et-Garonne
- Arboretum du Jardin des Plantes, à Montauban

## Var
- Arboretum André-Luglia, Pierrefeu-du-Var
- Arboretum de Gratteloup, Bormes-les-Mimosas
- Arboretum du Ravin des Caunes, Bormes-les-Mimosas
- Arboretum du Ruscas, Bormes-les-Mimosas

- Arboretum du Treps, Collobrières

- Arboretum du Caneiret, Saint-Raphaël
- Arboretum du Plan Esterel, Saint-Raphaël

## Vaucluse
- Arboretum du Font de l'Orme, Mérindol
- Arboretum de Saint Lambert, Lioux
- Arboretum départemental de Beauregard, Jonquières

## Vendée
- Arboretum de Saint-Avaugourd-des-Landes, Moutiers-les-Mauxfaits
- Arboretum du Puy du fou, Les Épesses

## Vienne
- Arboretum de Neuville-de-Poitou, Neuville-de-Poitou

## Haute-Vienne
- Arboretum de la Jonchère, La Jonchère-Saint-Maurice

## Vosges
- Arboretum de la Hutte, Claudon
- Arboretum de la forêt d'Épinal, Épinal
- Arboretum de Xertigny, Château des Brasseurs, Xertigny

## Territoire de Belfort
- Jardin des cinq sens, Belfort

## Hauts-de-Seine

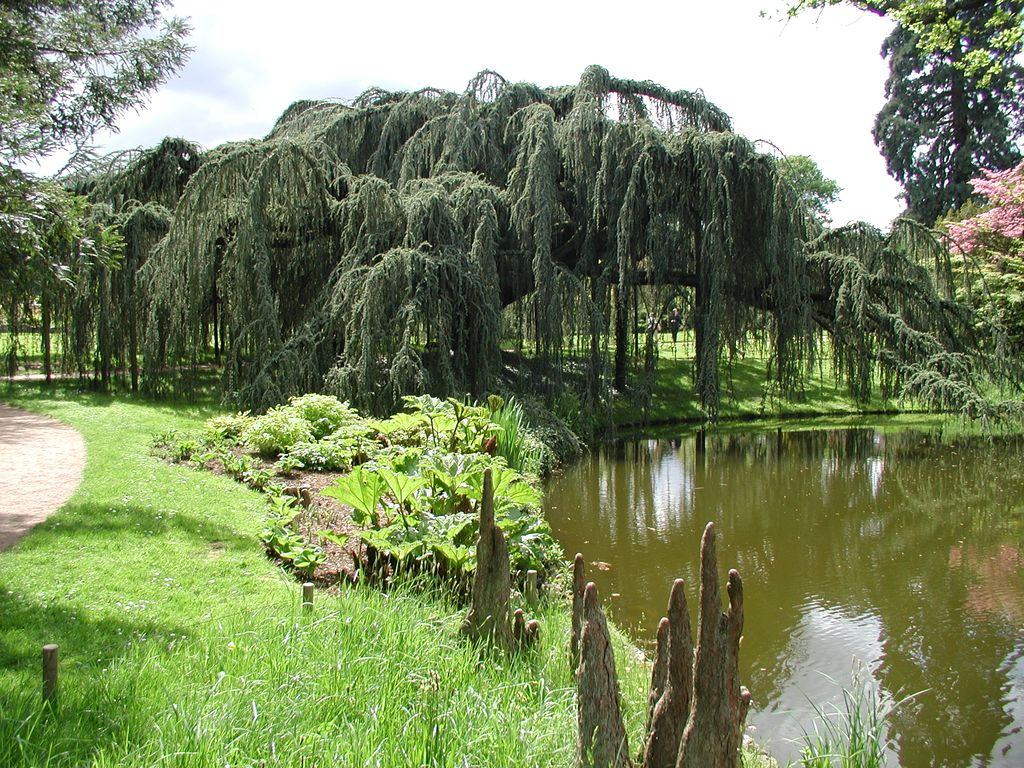
Arboretum de la Vallée-aux-Loups, Châtenay-Malabry

- Arboretum de la Vallée-aux-Loups, Châtenay-Malabry

## Seine-Saint-Denis
- Arboretum du Bois de l'Étoile, Gagny
- Arboretum de Montfermeil

## Val-d'Oise
- Arboretum de La Roche-Guyon, La Roche-Guyon

## Martinique
- Arboretum de la Donis, Fort-de-France